# Congresul de la Berlin

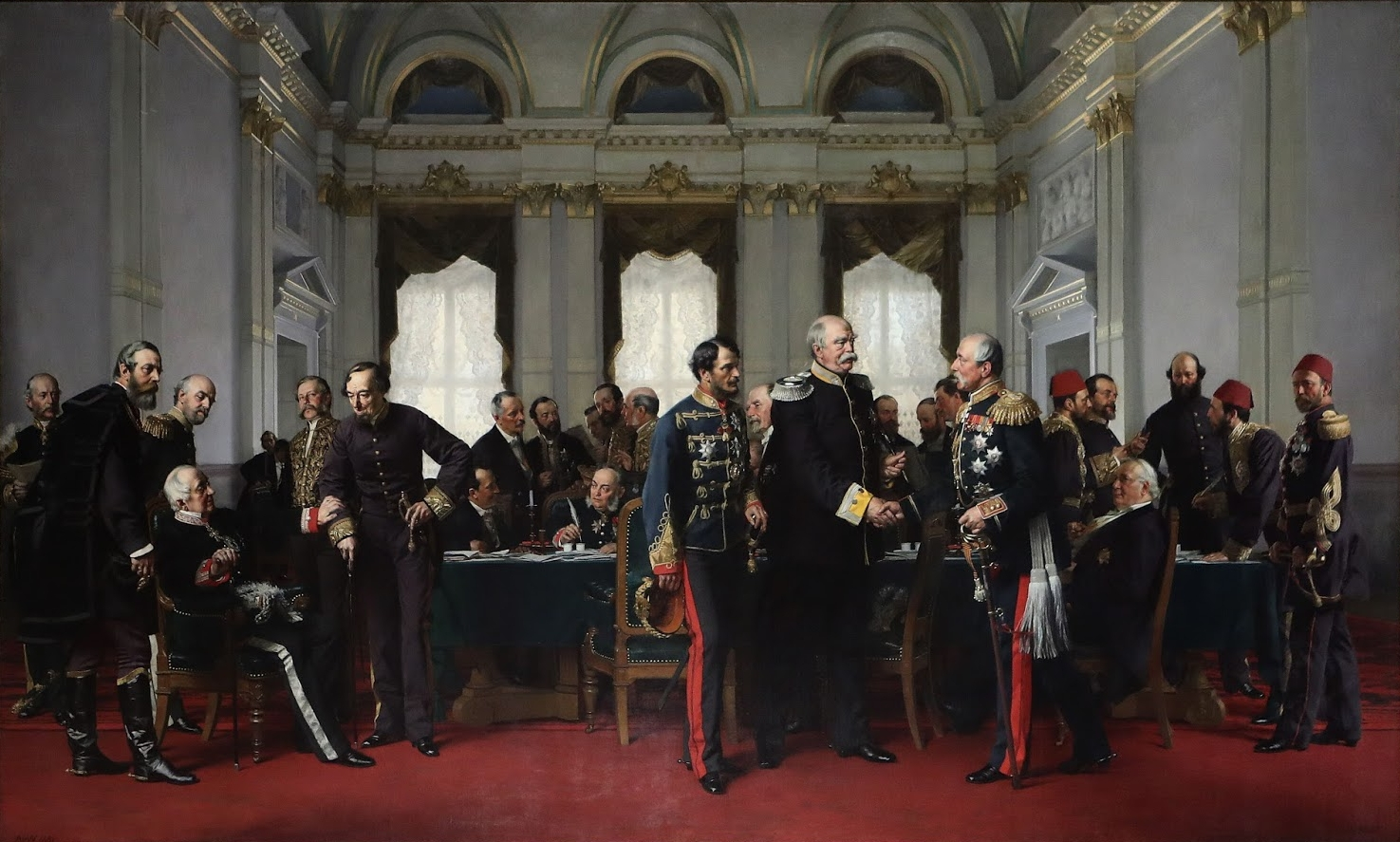
Pictura lui Anton von Werner, Congresul de la Berlin (1881), înfățișând ultima întâlnire de la din. Bismarck (reprezentând Germania) este prezentat în centru, între (Austro-Ungaria) și (Rusia). În stânga sunt (Austro-Ungaria), (Rusia) (șezând) și Benjamin Disraeli (Regatul Unit).

Congresul de la Berlin (13 iunie – 13 iulie 1878) a fost o conferință diplomatică ținută cu scopul de a reorganiza statele din Peninsula Balcanică după Războiul Ruso-Turc din 1877–1878, care fusese câștigat de Rusia împotriva Imperiului Otoman. La întâlnire au fost reprezentate cele șase mari puteri ale Europei de atunci: Rusia, Regatul Unit, Franța, Austro-Ungaria, Italia și Germania; otomanii; și patru state balcanice: Grecia, Serbia, România și Muntenegru. Congresul s-a încheiat cu semnarea tratatului de la Berlin, care a înlocuit tratatul preliminar de la San Stefano care fusese semnat cu trei luni mai devreme.

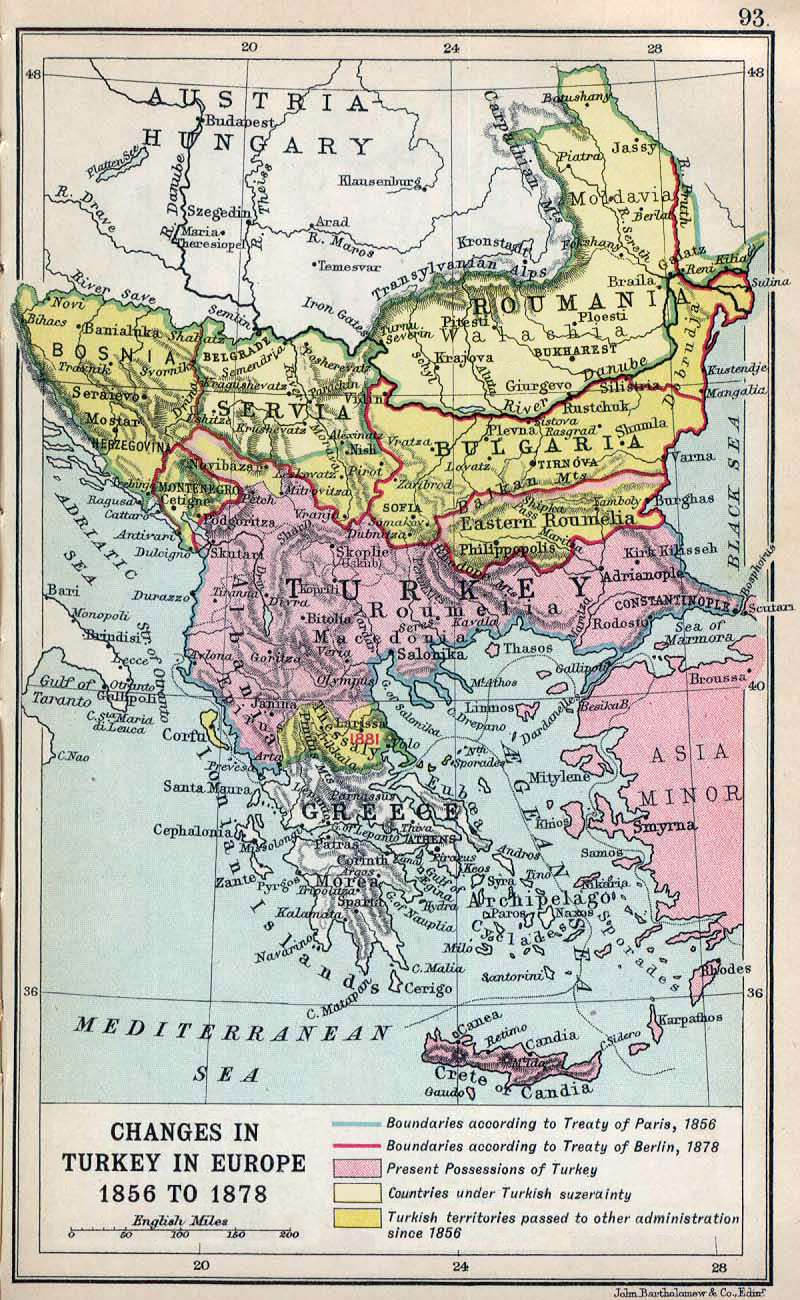
Granițele în peninsula Balcanică după tratatul de la Berlin (1878)

Liderul congresului, cancelarul german Otto von Bismarck, a căutat să stabilizeze Balcanii, să reducă rolul jucat în regiune de Imperiul Otoman învins și să echilibreze interesele distincte ale Regatului Unit, Rusiei și Austro-Ungariei. El dorea și să evite dominarea Balcanilor de către Rusia sau formarea unei Bulgarii Mari și să mențină Constantinopolul în mâinile otomanilor. Sub influența lui Bismarck, congresul le-a luat otomanilor multe dintre posesiunile lor europene, dar a refuzat să le acorde Rusiei și a redus masiv câștigurile Bulgariei (comparativ cu Principatul Bulgariei prevăzut de tratatul preliminar de la San Stefano).
Teritoriile afectate au primit, în schimb, diferite grade de independență. România, care până atunci se bucura doar de o foarte largă autonomie, a devenit pe deplin independentă, deși a fost nevoită să cedeze o parte din Basarabia Rusiei, în schimbul Dobrogei de Nord. Serbiei și Muntenegrului li s-a acordat, de asemenea, independența deplină, dar pe un teritoriu redus, Austro-Ungaria ocupând regiunea Sangeacului, împreună cu Bosnia și Herțegovina. Regatul Unit a luat în stăpânire Cipru. Din teritoriul care a rămas în Imperiul Otoman, Bulgaria, cu granițe reduse, a devenit un principat semi-independent, Rumelia Orientală a căpătat o administrație specială, iar regiunea Macedoniei a fost retrocedată otomanilor cu condiția reformelor la guvernarea acesteia.
Rezultatele au fost la început salutate ca un succes pentru pacea în regiune, dar majoritatea participanților nu au fost mulțumiți de rezultat. Otomanii au fost umiliți și le-a fost confirmată slăbiciunea ca „bolnavul Europei”. Rusia a fost deranjată de lipsa unor câștiguri semnificative, în ciuda faptului că a câștigat războiul pe care conferința trebuia să-l rezolve, și a fost umilită de celelalte mari puteri care au respins aranjamentul dictat de ei la San Stefano. Serbia, Bulgaria și Grecia au primit mult mai puțin decât credeau că merită, în special Bulgaria, care a rămas cu mai puțin de jumătate din teritoriul prevăzut de tratatul de la San Stefano. Bismarck a ajuns să fie detestat de naționaliștii⁠(d) și panslaviștii ruși, iar mai târziu a constatat că a legat Germania prea strâns de Austro-Ungaria în Balcani. Deși Austro-Ungaria a câștigat un teritoriu substanțial, fără a participa la conflict, acest lucru i-a înfuriat pe slavii sudici și a dus la decenii de tensiuni în Bosnia și Herțegovina, care au culminat cu asasinarea arhiducelui Franz Ferdinand.
Pe termen lung, reglementările au dus la creșterea tensiunilor între Rusia și Austro-Ungaria și la dispute privind naționalismul în Balcani. Nemulțumirile legate de rezultatele congresului au continuat până când au explodat în Primul și al Doilea Război Balcanic (1912 și respectiv 1913). Continuarea naționalismului în Balcani a fost una dintre cauzele Primului Război Mondial izbucnit în 1914.

## Context

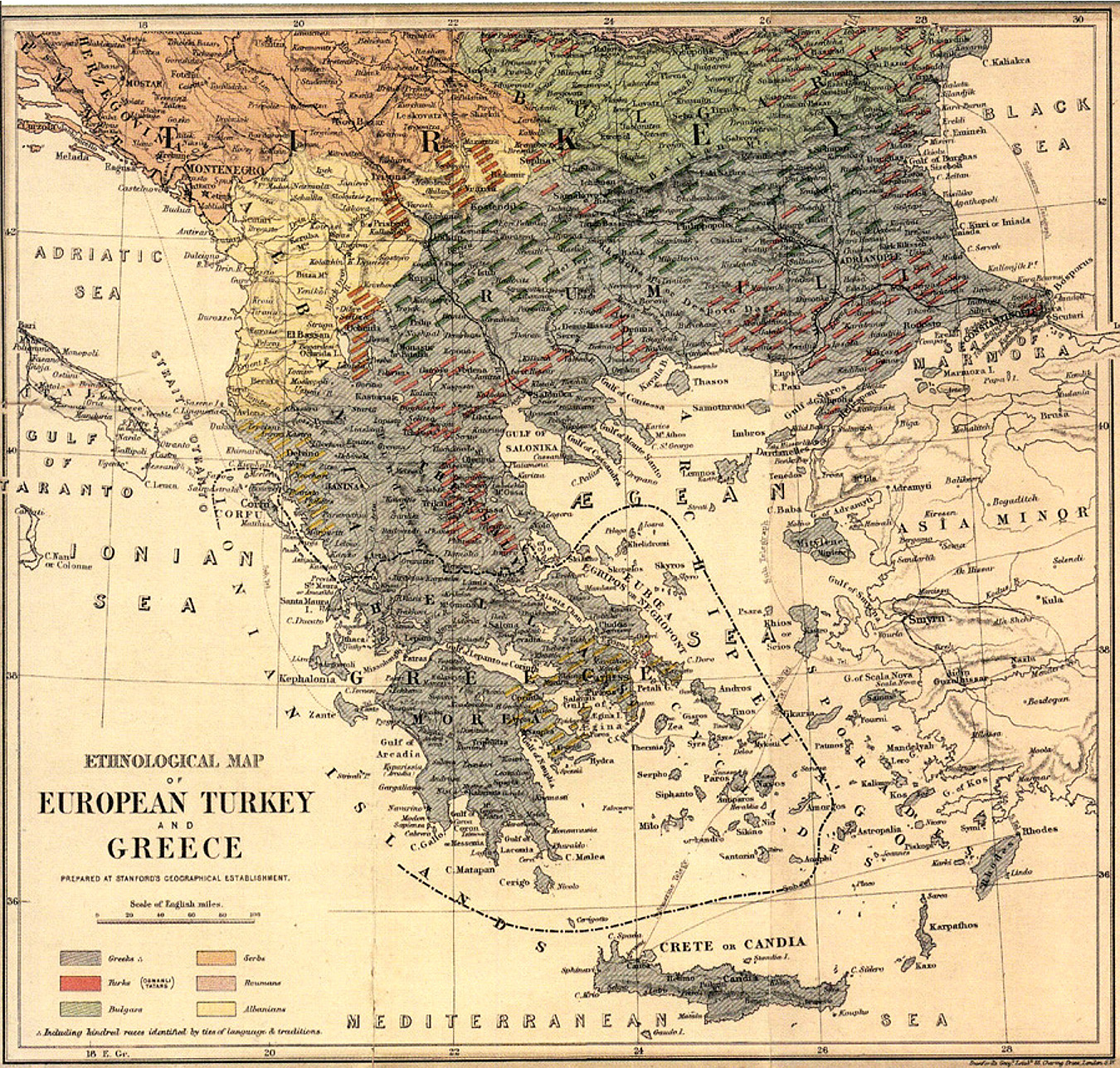
O hartă etnică a Balcanilor de Ioannis Gennadius, publicată de cartograful englez E. Stanford în 1877, care exagerează ponderea etnicilor greci

În deceniile care au precedat congresul, Rusia și Balcanii fuseseră cuprinse de panslavism, o mișcare pentru unirea tuturor slavilor balcanici sub o singură guvernare. Tratatul de la San Stefano, care a creat o „Bulgarie Mare”, a atras multă opoziție din partea celor care o vedeau ca o manifestare a ambiției hegemonice panslaviste în sud-estul Europei. În Rusia țaristă, panslavismul însemna crearea unui stat slav unificat, sub conducerea Rusiei, care era, în esență, un eufemism pentru cucerirea Peninsulei Balcanice de către Rusia. Îndeplinirea acestui obiectiv ar fi dat Rusiei controlul asupra Dardanelelor și Bosforului, și astfel controlul economic asupra Mării Negre și o putere geopolitică substanțial mai mare. Această dorință a evoluat în mod similar cu pangermanismul⁠(d) și panitalianismul, care au dus la două unificări, dar a luat forme diferite în rândul diferitelor popoare slave.
Slavii balcanici au simțit că au nevoie, comparativ cu unificarea Italiei, atât de un echivalent al Piemontului care să servească drept bază, cât și de un sponsor extern corespunzător Franței. Statul care trebuia să servească drept nucleu pentru unificarea Balcanilor sub o stăpânire „slavă” nu a fost întotdeauna clar, deoarece inițiativa a basculat între Serbia și Bulgaria. Prin contrast, retorica italiană prezenta România drept latină, un „al doilea Piemont”.
Recunoașterea Exarhatului Bulgar⁠(d) de către otomani în 1870 a avut scopul de a separa bulgarii, din punct de vedere religios, de patriarhul grec, și din punct de vedere politic de Serbia. Panslavismul necesita sfârșitul stăpânirii otomane în Balcani. Cum și dacă acest obiectiv avea să fie realizat, a fost chestiunea majoră pe care Congresul de la Berlin trebuia să o soluționeze.

## Marile puteri în Balcani
Balcanii au reprezentat o etapă majoră pentru competiția dintre marile puteri europene în a doua jumătate a secolului al XIX-lea. Regatul Unit și Rusia  aveau interese în soarta Balcanilor. Rusia era interesată de regiune, atât din punct de vedere ideologic, ca unificator panslavist, cât și practic, să asigure un control mai bun al Mediteranei. Regatul Unit, implicat cu Rusia într-o rivalitate diplomatică și geopolitică la nivel transcontinental, numită Marele Joc, era interesat să împiedice Rusia să-și atingă obiectivele. În plus, unificările Italiei și Germaniei au blocat capacitatea unei a treia puteri europene, Austro-Ungaria, de a-și extinde teritoriul în vest și sud-vest. Germania, ca cea mai puternică națiune continentală după Războiul Franco-Prusac din 1871, nu era interesată direct de problemă și, astfel, a rămas singura putere care putea media în mod credibil problema balcanică.
Rusia și Austro-Ungaria, cele două puteri care aveau cele mai multe interese în soarta Balcanilor, se aliaseră cu Germania în alianța conservatoare a celor trei împărați, care fusese fondată pentru a păstra monarhiile Europei continentale. Congresul de la Berlin a fost astfel în principal o dispută între presupușii aliați ai lui Bismarck, iar Imperiul său German, arbitrul discuției, avea să trebuiască astfel să aleagă înainte de sfârșitul congresului pe care dintre aliații lui să-i susțină. Această decizie urma să aibă consecințe directe asupra viitorului geopoliticii europene.
Brutalitatea otomanilor în Războiul Sârbo-Otoman⁠(d) și suprimarea violentă a Revoltei din Herțegovina au stimulat presiunea politică din Rusia, care se considera protectoarea sârbilor, spre a acționa împotriva Imperiului Otoman. David MacKenzie a scris că „simpatia pentru creștinii sârbi exista în cercurile Curții, printre diplomații naționaliști și în clasele inferioare, și a fost exprimată activ prin intermediul comitetelor slave”.
În cele din urmă, Rusia a căutat și a obținut angajamentul Austro-Ungariei de neutralitate binevoitoare⁠(d) în războiul care urma, în schimbul cedării Bosniei și Herțegovinei prin Convenția de la Budapesta din 1877⁠(d). Congresul de la Berlin a amânat de fapt rezolvarea chestiunii bosniace și a lăsat Bosnia și Herțegovina sub control habsburgic. Acesta fusese obiectivul contelui maghiar Gyula Andrássy.

## Tratatul de la San Stefano

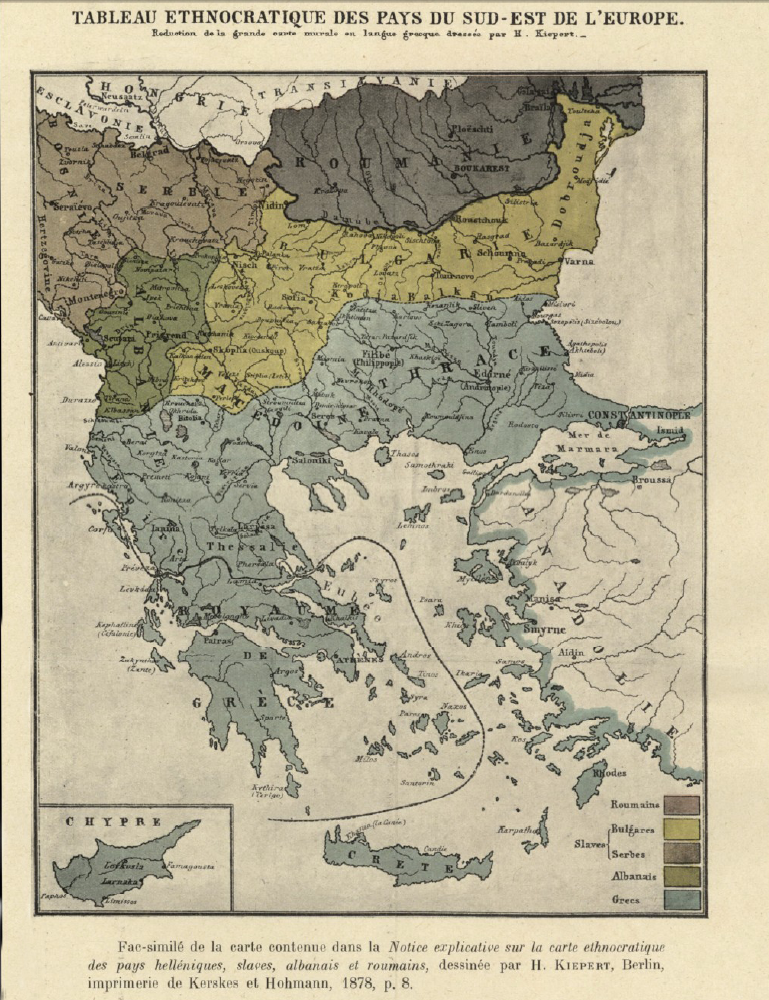
Harta etnografică realizată de geograful german Heinrich Kiepert, 1878. Această hartă a avut parte de o bună primire în Europa vremii aceleia și a fost folosită ca referință la Congresul de la Berlin.

După Răscoala Bulgară din Aprilie 1876 și victoria rusă în Războiul Ruso-Turc din 1877–1878, Rusia eliberase aproape toate posesiunile otomanilor din Europa. Otomanii au recunoscut independența Muntenegrului, României și Serbiei, iar teritoriile celor trei au fost extinse. Rusia a creat un mare Principat al Bulgariei ca vasal autonom al sultanului. Prin aceasta, se extindea sfera de influență a Rusiei pentru a cuprinde întreaga Peninsulă Balcanică, ceea ce a alarmat alte puteri din Europa. Regatul Unit, care amenințase Rusia cu războiul dacă ar ocupa Constantinopolul, și Franța nu doreau ca o altă putere să se amestece nici în Mediterana, nici în Orientul Mijlociu, unde ambele puteri se pregăteau să obțină mari câștiguri coloniale. Austro-Ungaria dorea controlul Habsburgilor asupra Balcanilor, dar Germania dorea să-și împiedice aliatul să intre în război. Cancelarul german Otto von Bismarck a convocat astfel Congresul de la Berlin pentru a discuta despre împărțirea fostelor teritorii otomane din Balcani între puterile europene și pentru a conserva Liga celor Trei Împărați în fața răspândirii liberalismului european.
La Congres au participat Regatul Unit, Austro-Ungaria, Franța, Germania, Italia, Rusia și Imperiul Otoman. Delegații din Grecia, România, Serbia și Muntenegru au participat la sesiunile care au vizat statele lor, dar ele nu au fost membre.
Congresul a fost solicitat de rivalii Rusiei, în special de Austro-Ungaria și Regatul Unit, și a fost găzduit în 1878 de Bismarck. La congres, a fost propus și ratificat Tratatul de la Berlin. Întâlnirile au avut loc la Cancelaria Reich-ului⁠(d), a lui Bismarck, fostul Palat Radziwill⁠(d), între 13 iunie și 13 iulie 1878. Congresul a revizuit sau a eliminat 18 din cele 29 de articole din tratatul de la San Stefano.

## Teama celorlalte puteri de influența rusă

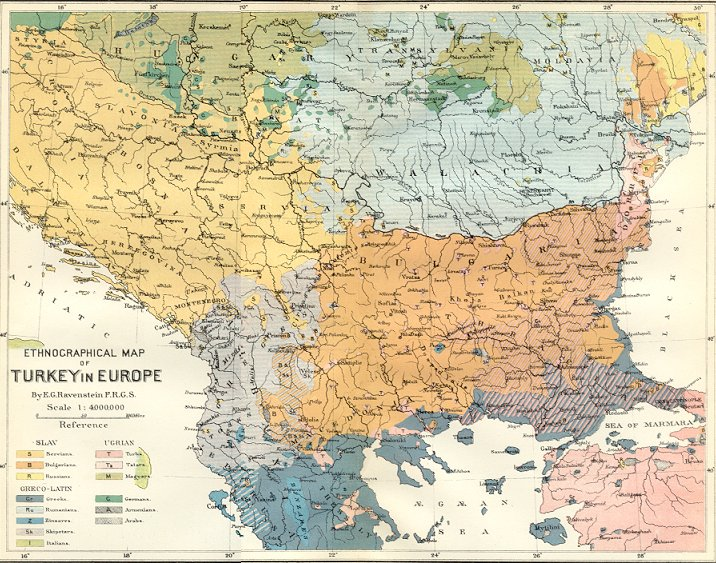
Harta compoziției etnice a Balcanilor întocmită de cartograful anglo-german din 1870

Misiunea principală a participanților la Congres a fost să dea o lovitură fatală mișcării emergente a panslavismului. Mișcarea a provocat îngrijorare serioasă la Berlin și mai ales la Viena, care se temea că naționalitățile slave reprimate se vor revolta împotriva Habsburgilor. Guvernele britanic și francez erau îngrijorate atât de diminuarea influenței Imperiului Otoman, cât și de expansiunea culturală a Rusiei spre sud, unde atât Regatul Unit, cât și Franța erau gata să colonizeze Egiptul și Palestina. Prin tratatul de la San Stefano, rușii, în frunte de cancelarul Alexandr Gorceakov⁠(d), reușiseră să creeze Bulgaria ca principat autonom, sub stăpânirea nominală a Imperiului Otoman.
Asta a reanimat Marele Joc, răspunsul diplomatic structurat al britanicilor față de influența crescândă a Rusiei în Orientul Mijlociu. Noul principat, inclusiv o porțiune foarte mare din Macedonia, precum și accesul la Marea Egee, puteau amenința cu ușurință Strâmtoarea Dardanele, care separă Marea Neagră de Marea Mediterană.
Aranjamentul nu era acceptabil pentru britanici, care considerau întreaga Mediterană ca fiind o sferă de influență britanică și vedeau orice încercare a Rusiei de a avea acces acolo ca o amenințare gravă la adresa puterii britanice. La 4 iunie, înainte de deschiderea Congresului, prim-ministrul britanic Lord Beaconsfield încheiase deja Convenția Ciprului⁠(d), o alianță secretă cu otomanii împotriva Rusiei în care Regatului Unit i s-a permis să ocupe insula Cipru, amplasată strategic. Acordul a predeterminat poziția lui Beaconsfield în timpul Congresului și l-a determinat să emită amenințări cu declanșarea unui război împotriva Rusiei dacă aceasta nu se conforma cerințelor otomanilor.
Negocierile dintre ministrul de externe austro-ungar Gyula Andrássy⁠(d) și ministrul de externe britanic, marchizul de Salisbury, „se încheiaseră deja pe 6 iunie, când Regatul Unit a acceptat toate propunerile austriecilor referitoare la Bosnia-Herțegovina ce urmau să fie aduse în fața congresului, în timp ce Austria avea să sprijine cererile britanice”.

## Rolul lui Bismarck de gazdă

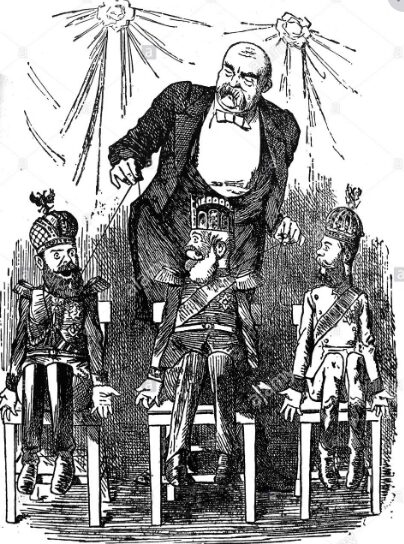
Bismarck manipulează împărații Austriei, Germaniei și Rusiei ca pe niște marionete ale unui ventriloc.

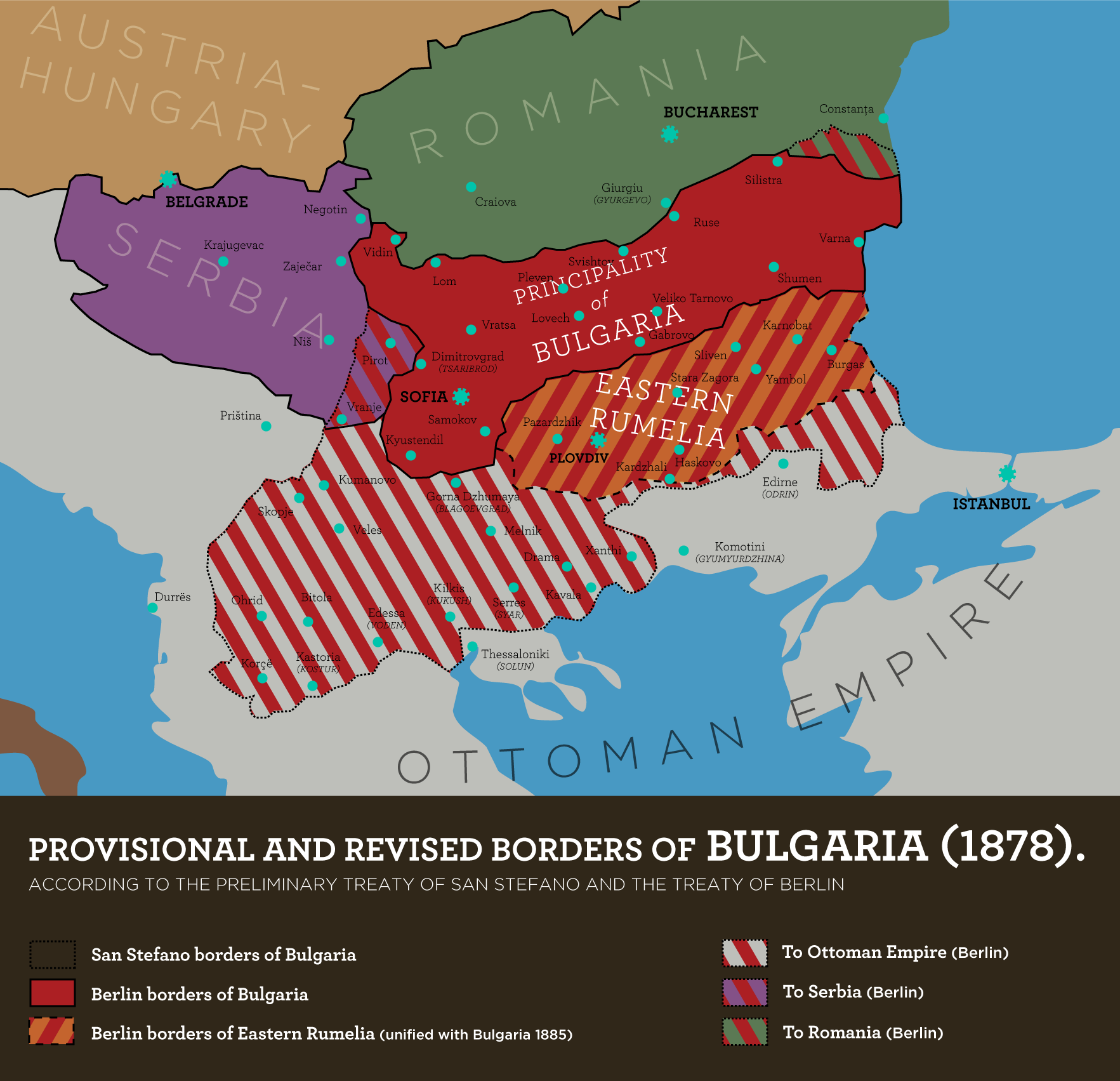
Granițele Bulgariei conform Tratatului preliminar de la San Stefano (dungi roșii) și conform tratatului de la Berlin care l-a înlocuit (roșu continuu)

Congresul de la Berlin este adesea privit ca punctul culminant al luptei diplomatice dintre cancelarii Alexandr Gorceakov⁠(d) al Rusiei și Otto von Bismarck al Germaniei. Ambii au reușit să-i convingă pe alți lideri europeni că o Bulgarie liberă și independentă ar îmbunătăți considerabil riscurile de securitate reprezentate de dezintegrarea Imperiului Otoman. Potrivit istoricului Erich Eyck⁠(d), Bismarck a susținut poziția Rusiei conform căreia „stăpânirea turcească asupra unei comunități creștine (Bulgaria) este un anacronism care, fără îndoială, a dat naștere la insurecție și vărsare de sânge și, prin urmare, ar trebui să i se pună capăt”. El a folosit Marea Criză Orientală⁠(d) din 1875 ca dovadă a animozității crescânde din regiune.
Scopul final al lui Bismarck în timpul Congresului de la Berlin era să nu știrbească statutul Germaniei pe scena internațională. El nu dorea să perturbe Liga celor Trei Împărați alegând un aliat între Rusia și Austria. Pentru a menține pacea în Europa, Bismarck a căutat să convingă alți diplomați europeni că împărțirea Balcanilor ar stimula o mai mare stabilitate. În cadrul acestui efort, Rusia a început să se simtă înșelată, în ciuda faptului că a dobândit în cele din urmă independența Bulgariei. Problemele din alianțele din Europa dinainte de Primul Război Mondial au ieșit astfel la iveală. 
Unul dintre motivele pentru care Bismarck a reușit să medieze diferitele tensiuni de la Congresul de la Berlin a fost personalitea sa diplomatică. El căuta pacea și stabilitatea atunci când afacerile internaționale nu țineau direct de Germania. Din moment ce el considera situația actuală din Europa ca fiind favorabilă Germaniei, orice conflict între marile puteri europene care amenința status quo-ul era împotriva intereselor germane. De asemenea, la Congresul de la Berlin, „Germania nu putea căuta niciun avantaj din criza” care avusese loc în Balcani în 1875. Prin urmare, Bismarck s-a revendicat drept imparțial în numele Germaniei la Congres, ceea ce i-a permis să prezideze negocierile cu atenție sporită față de nereguli.
Deși cea mai mare parte a delegaților puterilor europene a venit la Congres așteptându-se la un spectacol diplomatic, ca la Congresul de la Viena, ei aveau să fie dezamăgiți. Bismarck, nemulțumit că Congresul se desfășura în căldura verii, era iute de mânie și nu tolera disimulările. Astfel, orice discurs sforăitor era întrerupt de cancelarul german. Ambasadorilor micilor teritorii balcanice a căror soartă se decidea abia li s-a permis să participe la reuniunile diplomatice, care au avut loc în principal între reprezentanții marilor puteri.
Potrivit lui Henry Kissinger, congresul a cunoscut o schimbare în Realpolitikul lui Bismarck. Până atunci, întrucât Germania devenise prea puternică pentru a rămâne izolată, politica sa a fost menținerea Ligii celor Trei Împărați. Acum că nu se mai putea baza pe alianța Rusiei, a început să formeze relații cu cât mai mulți potențiali inamici. 

## Rezultate
În urma insistențelor Rusiei, România, Serbia și Muntenegru au fost toate declarate principate independente. Rusia a păstrat Basarabia de Sud, pe care a anexat-o în Războiul Ruso-Turc, dar statul bulgar pe care l-a creat a fost mai întâi redus în teritoriu și apoi împărțit din nou în Principatul Bulgariei și Rumelia Orientală, cărora li s-a acordat nominal autonomie, sub controlul Imperiului Otoman. Bulgariei i s-a acordat autonomie și s-au făcut garanții împotriva amestecului turcesc, dar acestea au fost în mare măsură ignorate. România a primit drept compensație Dobrogea de Nord (al cărui teritoriu a fost puțin extins față de limitele trasate la San Stefano). Muntenegru a obținut Nikšić, împreună cu regiunile predominant albaneze Podgorica, Bar și Plav-Gusinje. Guvernul otoman, sau Poarta, a fost de acord să se supună specificațiilor cuprinse în Legea organică din 1868 și să garanteze drepturile civile ale supușilor care nu sunt musulmani. Regiunea Bosnia-Herțegovina a fost predată administrației Austro-Ungariei, care a obținut și dreptul de a ocupa militar Sangeacul de Novi Pazar, o mică regiune de graniță între Muntenegru și Serbia. Bosnia și Herțegovina au fost puse pe calea rapidă către o viitoare anexare. Rusia a acceptat că Macedonia, cea mai importantă secțiune strategică a Balcanilor, era prea multinațională pentru a face parte din Bulgaria și i-a permis să rămână sub Imperiul Otoman. Rumelia Orientală, care avea și ea mari minorități turcă și greacă, a devenit o provincie otomană autonomă cu un conducător creștin, cu capitala la Philippopolis. Restul porțiunilor din „Bulgaria Mare” de la San Stefano au devenit noul stat al Bulgariei.
În Rusia, Congresul de la Berlin a fost considerat a fi un teribil eșec. După ce i-au învins în cele din urmă pe turci, în ciuda numeroaselor Războaie Ruso-Turce cu rezultate neconcludente din trecut, mulți ruși se așteptau la „ceva colosal”, la redesenarea granițelor balcanice în sprijinul ambițiilor teritoriale ale Rusiei. În schimb, victoria a avut ca rezultat câștiguri pentru austro-ungari pe frontul balcanic, lucru înfăptuit în urma preferinței restului puterilor europene pentru un puternic Imperiu Austro-Ungar, care nu amenința practic pe nimeni, față de o Rusie puternică, care, cea mai mare parte a secolului, fusese în competiție cu Regatul Unit în așa-numitul Mare Joc. Gorceakov spunea: „Consider Tratatul de la Berlin cea mai întunecată pagină din viața mea”. Majoritatea rușilor erau furioși din cauza repudierii de către europeni a câștigurilor lor politice, iar unii se gândeau că aceasta reprezintă doar o mică poticnire pe drumul către hegemonia rusească în Balcani; dar de fapt Bosnia-Herțegovina și Serbia au fost astfel plasate în sfera de influență a Austro-Ungariei și, în esență, a eliminat toată influența rusească din zonă.
Sârbii erau supărați că „Rusia... a consimțit la cedarea Bosniei către Austria”:
„Ristić, care era primul plenipotențiar al Serbiei la Berlin, spune cum l-a întrebat pe Jomini, unul din delegații ruși, ce consolare le rămâne sârbilor. Jomini a răspuns că ei va trebui să se consoleze cu faptul că «situația este doar temporară, pentru că în cel mult cincisprezece ani vom fi obligați să luptăm cu Austria.» «Slabă consolare!», a comentat Ristić.”
Italia a fost nemulțumită de rezultatele Congresului, iar tensiunile dintre Grecia și Imperiul Otoman au rămas nerezolvate. Bosnia-Herțegovina avea sa se dovedească problematică pentru Imperiul Austro-Ungar în deceniile ulterioare. Liga celor Trei Împărați, înființată în 1873, a fost distrusă, deoarece Rusia a considerat lipsa de sprijin din partea Germaniei în problema extinderii teritoriale și independenței depline a Bulgariei drept o încălcare a loialității și a alianței. Granița dintre Grecia și Turcia nu a fost rezolvată. În 1881, după negocieri îndelungate, o graniță de compromis a fost acceptată⁠(d) după ce o demonstrație navală a marilor puteri a dus la cedarea Tesaliei și a Prefecturii Arta⁠(d) către Grecia.
Astfel, Congresul de la Berlin a semănat semințele altor conflicte, inclusiv ale războaielor balcanice și (în cele din urmă) ale Primului Război Mondial. În „Circulara Salisbury” din 1 aprilie 1878, ministrul de externe britanic, marchizul de Salisbury, clarifica obiecțiile sale și ale guvernului său față de tratatul de la San Stefano din cauza poziției favorabile în care era lăsată Rusia.
În 1954, istoricul britanic AJP Taylor⁠(d) scria:
„Dacă ar fi fost păstrat tratatul de la San Stefano, atât Imperiul Otoman cât și Austro-Ungaria ar fi putut supraviețui până astăzi. Britanicii, cu excepția lui Beaconsfield în clipele lui mai nebunești, se așteptau la mai puține, și astfel au fost mai puțin dezamăgiți. Salisbury a scris la sfârșitul lui 1878: «Vom pune la punct din nou un soi de șubredă săpânire turcească în sudul Balcanilor. Dar este doar o amânare a inevitabilului. Turcii nu mai au vitalitate.»”
Deși Congresul de la Berlin a constituit o lovitură dură pentru panslavism, în niciun caz nu a rezolvat problema din regiune. Slavii din Balcani erau încă în cea mai mare parte sub stăpânire non-slavă, împărțiți între stăpânirea Austro-Ungariei și a Imperiului Otoman aflat în stare de suferință. Statele slave din Balcani învățaseră că dacă se prezintă împreună ca slavi, obțin mai puține beneficii decât dacă susțin fiecare obiectivele unei mari puteri vecine. Acest lucru a afectat unitatea slavilor balcanici și a încurajat competiția între statele slave în curs de dezvoltare.

Tensiunile de bază din regiune aveau să continue să mocnească timp de treizeci de ani, până când au explodat din nou în Războaiele Balcanice din 1912–1913. În 1914, asasinarea lui Franz Ferdinand, moștenitorul tronului austro-ungar, a dus la Primul Război Mondial. În retrospectivă, obiectivul declarat de a menține pacea și echilibrul puterilor în Balcani a eșuat în mod evident, deoarece regiunea avea să rămână o sursă de conflict între marile puteri până în secolul al XX-lea.

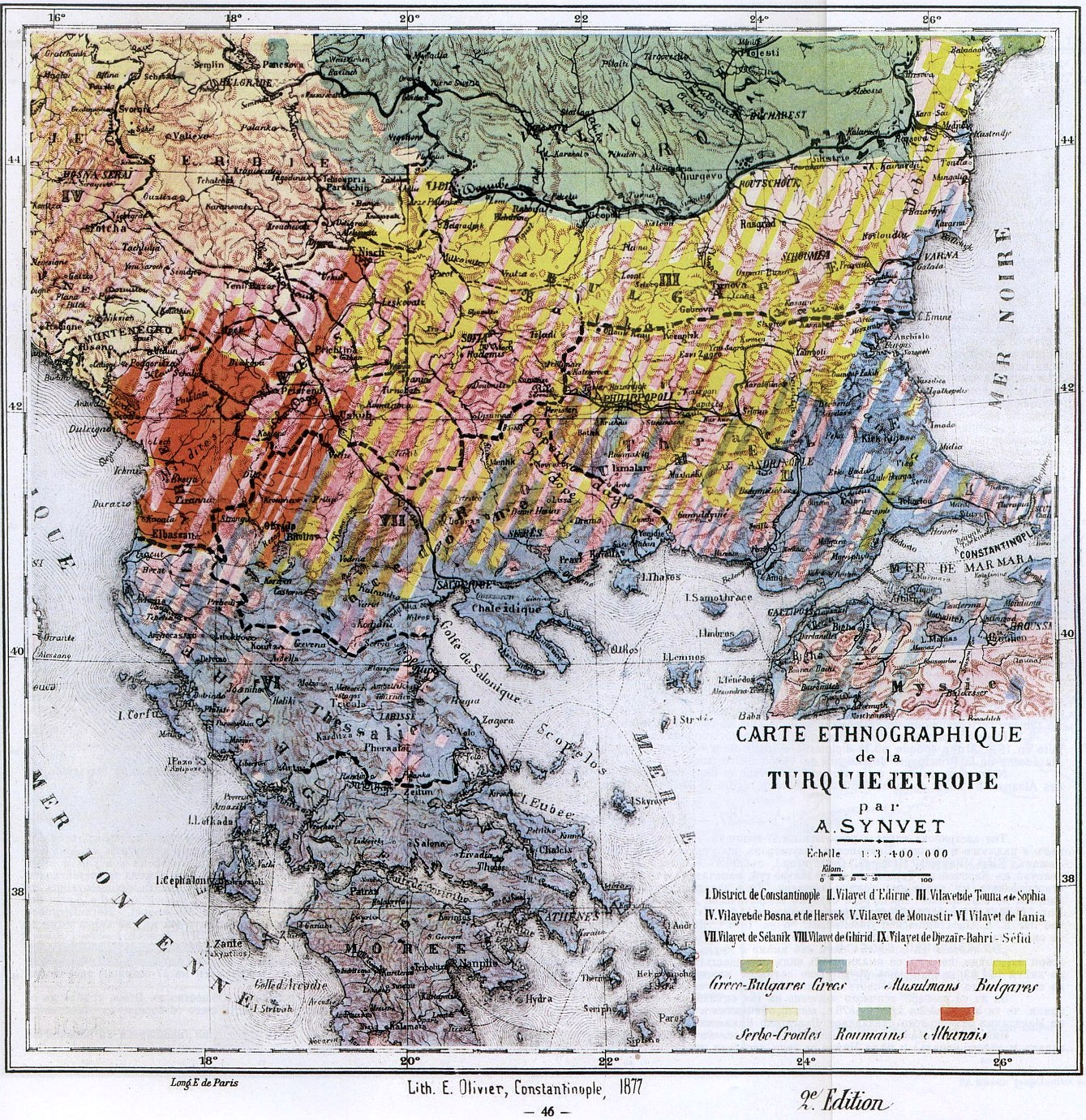
Harta compoziției etnice a Balcanilor în 1877 de A. Synvet, un renumit profesor francez al Liceului Otoman din Constantinopol
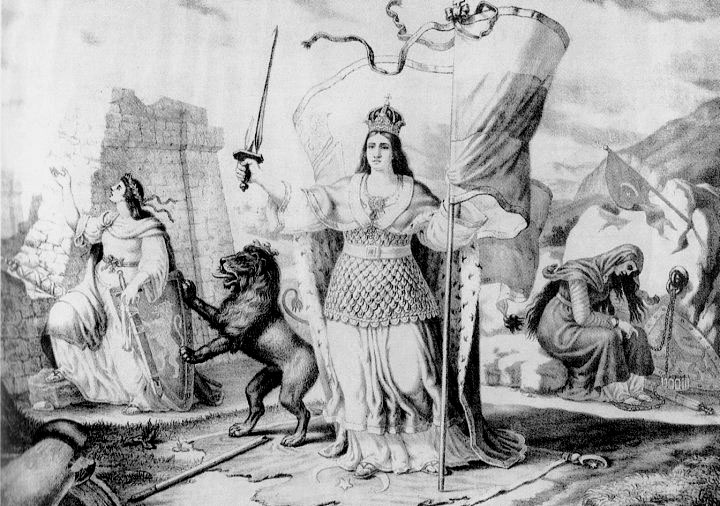
Reprezentare alegorică a autonomiei bulgare după Tratatul de la Berlin. Litografie de Nikolai Pavlovici⁠(d)
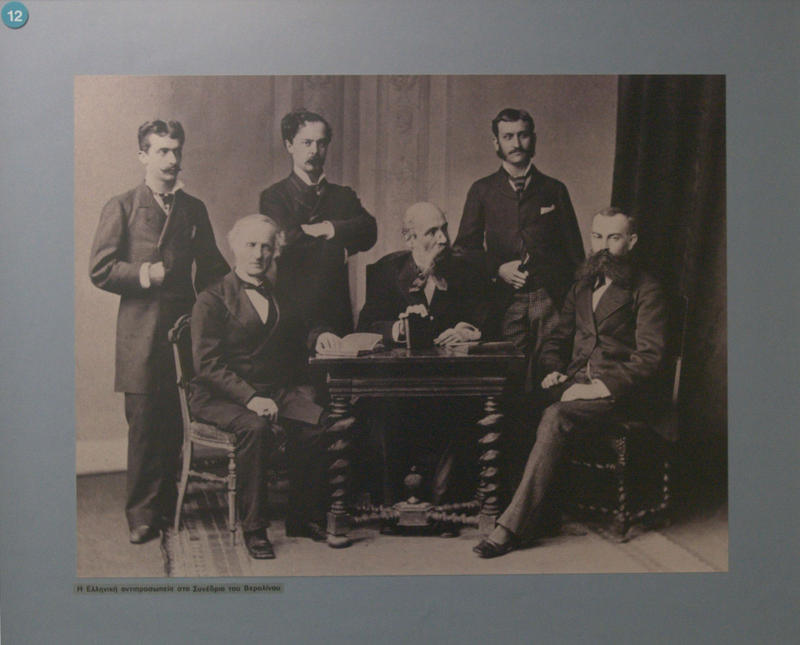
Delegația Greciei la Congresul de la Berlin

## Opoziția internă față de obiectivele lui Andrássy
Ministrul de externe austro-ungar Gyula Andrássy⁠(d) a obținut ocupația și administrarea Bosniei-Herțegovinei, dar și dreptul de a staționa garnizoane în Sangeacul Novi Pazar, care a rămas sub administrație civilă otomană. Sangeacul era o fâșie ce separa Serbia de Muntenegru, iar garnizoanele austro-ungare de acolo aveau să deschidă calea pentru o înaintare către Salonic care „să aducă jumătatea de vest a Balcanilor sub influență austriacă permanentă”. „Înaltele autorități militare [austro-ungare] doreau... [o] expediție majoră imediată având ca obiectiv Salonicul”.
La 28 septembrie 1878, ministrul de finanțe, Koloman von Zell, a amenințat că va demisiona dacă armatei, în spatele căreia se afla arhiducele Albert, i s-ar permite să înainteze asupra Salonicului. În ședința Parlamentului Ungariei din 5 noiembrie 1878, opoziția a propus ca ministrul de Externe să fie destituit pentru încălcarea Constituției prin politica sa în timpul crizei din Orientul Apropiat și prin ocuparea Bosniei-Herțegovinei. Moțiunea a fost respinsă cu 179 de voturi la 95. Din rândul opoziției, cele mai grave acuzații au fost ridicate împotriva lui Andrassy.

## Delegați
Regatul Unit 
- Benjamin Disraeli conte de Beaconsfield (prim-ministru)
- Marchizul de Salisbury (secretar al externelor)
- Baronul Ampthill⁠(d) (ambasador în Germania)

Rusia 
- Prințul Gorceakov⁠(d) (ministru de externe)
- Contele Șuvalov⁠(d) (ambasador în Regatul Unit) [29]
- Baronul d'Oubril⁠(d) (ambasador în Germania)

Germania 
- Otto von Bismarck (cancelar)[30][31]
- Prințul de Hohenlohe⁠(d) (ambasador în Franța)
- Bernhard Ernst von Bülow⁠(d) (secretar de stat pentru afaceri externe)

Austro-Ungaria 
- Contele Andrássy⁠(d) (ministru de externe)
- Count Károlyi⁠(d) (ambasador în Germania)
- Baron Heinrich Karl von Haymerle⁠(d) (ambasador în Italia)

Franța 
- Monsieur Waddington⁠(d) (ministru de externe) [32]
- Contele de Saint-Vallier
- Monsieur Desprey

Italia 
- Contele Corti⁠(d) (ministru de externe)
- Contele De Launay

Imperiul Otoman 
- Karatheodori Paşa⁠(d)
- Sadullah Paşa⁠(d)
- Mehmed Ali Paşa
- Catholicos⁠(d) Mkrtich Khrimian (reprezentant al populației armenești)

România 
- Ion C. Brătianu
- Mihail Kogălniceanu

Grecia 
- Theodoros Deligiannis⁠(d)

Serbia 
- Jovan Ristić[33]

Muntenegru 
- Božo Petrović⁠(d)
- Stanko Radonjić

Albanezii în Congres 
- Abdyl Frasheri⁠(d)
- Jani Vreto⁠(d)